# Christopher Clark
Christopher Munro Clark (* 14. března 1960 Sydney) je australský historik žijící ve Velké Británii.
Christopher Clark je profesorem moderních evropských dějin na koleji St. Catharine's College Univerzity v Cambridgi. Odborně se zaměřuje na dějiny Pruska a první světové války. Ve své práci Náměsíčníci : jak Evropa v roce 1914 dospěla k válce (orig. The Sleepwalkers) z roku 2012 zpochybnil teorii, že za první světovou válku nesla primární odpovědnost Německá říše. V roce 2015 byl Clark pasován královnou Alžbětou II. na rytíře za zásluhy o britsko-německé vztahy.